# Römisch-katholische Kirche in Kroatien
Die römisch-katholische Kirche in Kroatien ist Teil der weltweiten römisch-katholischen Kirche.
Bei der Volkszählung in Kroatien im Jahr 2001 gaben 3.897.332 Menschen an, römisch-katholischen Glaubens zu sein, was 87,83 Prozent der Gesamtbevölkerung ausmachte.
Die römisch-katholische Kirche auf dem Gebiet der Republik Kroatien ist in vier Kirchenprovinzen (Zagreb, Đakovo-Osijek, Rijeka, Split-Makarska) und insgesamt 16 Diözesen aufgeteilt. Das Erzbistum Zadar und das kroatische Militärordinariat sind immediat und gehören keiner Kirchenprovinz an.

## Geschichte

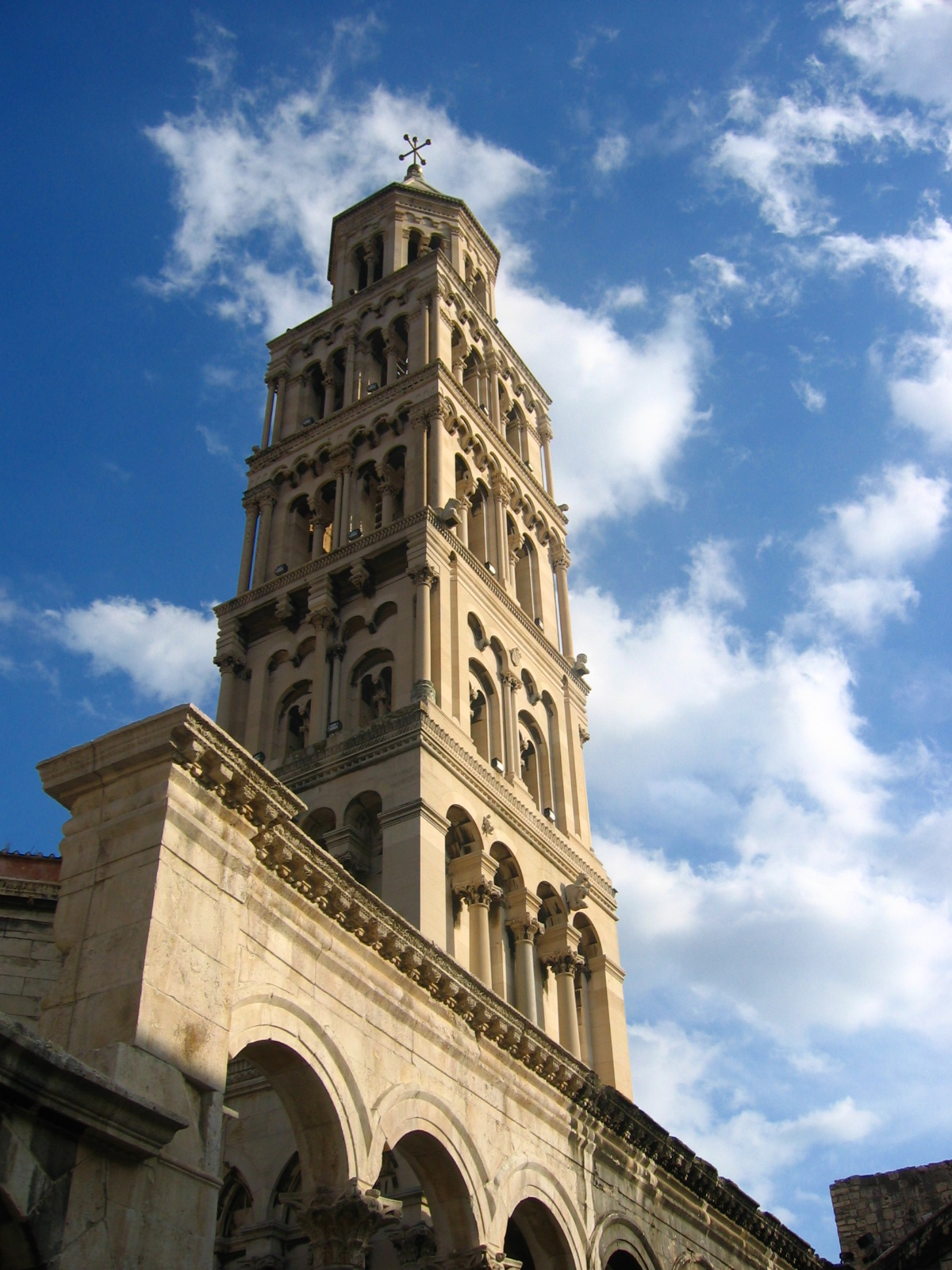
St. Duje (Domnius) Kathedrale in Split

In der römisch-katholischen Kirchengeschichte Kroatiens und der auch heute noch überwiegend römisch-katholischen Bevölkerung nahmen und nehmen die Päpste aus Rom eine bedeutende Rolle ein. Sie förderten die Christianisierung der Bevölkerung und den stetigen pastoralen Halt in geschichtlich schlechten Perioden. Über den genauen Ablauf der Missionierung bei den Kroaten ist sehr wenig bekannt, jedoch nimmt dabei der Erzbischof Johannes von Ravenna (kroat. Ivan Ravenjanin) eine bedeutende Position ein. Der aus Dalmatien stammende Papst Johannes IV. (640–642), beauftragte ihn mit der Mission unter den Kroaten. Die Christianisierung der Kroaten begann im Jahre 641 in der Küstenstadt Split. Im Jahre 679 schlossen die Kroaten mit Papst Agatho ein Abkommen, in dem sie sich dazu verpflichteten, Kriege nur zu ihrer Verteidigung der eigenen Grenzen zu führen. Als weiteres, bedeutendes Sachzeugnis der Christianisierung der Kroaten gilt das Taufbecken des kroatischen Fürsten Višeslav. Es stammt aus dem Jahr 800 und befindet sich heute im Museum für Kroatische Archäologiedenkmäler in Split. Fürst Trpimir I. (845–864) wurde 879 von Papst Johannes VIII. als Herrscher im „regnum croatorum“ genannt, was dessen Anerkennung eines Königreiches der Kroaten nahelegt. Die Kroaten wurden unter Trpimirs Herrschaft von Byzanz und von den Franken unabhängig. Im Jahre 879 bekräftigte Papst Johannes VIII. wiederum den kroatischen Fürsten Branimir als Herrscher des „Regnum Croatorum“, was seinerzeit einer internationalen, staatlichen Anerkennung des Königreiches der Kroaten gleichkam. Fürst Domagoj (864–876) wurde von Papst Johannes V. als „ruhmvollster Herrscher aller Kroaten“, und zugleich von den Venetianern als „der schlimmste Fürst aller Slawen“ bezeichnet. Der erste König Kroatiens Tomislav, wurde im Jahre 925 als König durch Papst Johannes X. anerkannt. Im Jahr 1519 nannte Papst Leo X. die Kroaten „Antemurale Christianitatis“, das „Bollwerk des Christentums“, weil sie sich aufopferungsvoll gegen die Ausbreitung des Osmanischen Reiches Richtung Westen auflehnten. Der erste Papst, der das heutige Territorium Kroatiens besuchte, war Papst Alexander III., der auf einer Durchreise Richtung Venedig in das Erzbistum Zadar kam. Papst Pius II. wollte das Bistum Dubrovnik besuchen, verstarb jedoch auf der Reise dorthin 1464. Erst Papst Johannes Paul II. absolvierte mehrmals pastorale Besuche nach Kroatien, in den Jahren 1994, 1997 und 2003. Vom 4.–5. Juni 2011 weilte Papst Benedikt XVi in Kroatien.

### Heilige
Aus der katholischen Kirche Kroatiens sind bisher folgende Heilige hervorgegangen:
- Kapuzinerpater Leopold Mandić
- Franziskaner und Märtyrer Nikola Tavelić
- Märtyrer Marko von Križevci
- Donatus von Zadar (Sveti Donat)
- Dominus von Split (Sveti Dujam)
- Eusebius und Pollio von Cibalae (heute Vinkovci)
- Gaudentius Bischof von Osor
- Hieronymus (Sveti Jeronim)
- Julian aus Bale
- Cajus (Bischof von Rom)
- Quirinus von Siscia
- Marinus
- Maurus von Parenzo (Mauro Porečki)
- Vincenza

### Selige
Unter anderem werden in der römisch-katholischen Kirche in Kroatien folgende Selige verehrt:
Der Zagreber Kardinal Alojzije Stepinac, Ivan Merz, die Ordensschwester Marija Petković, der Franziskaner Jakob von Zadar, Oton von Pula, Gracije von Kotor, Ozana Kotorska

### Apostolische Nuntien
Die Vertretung des Heiligen Stuhles als Apostolischer Nuntius übernahmen in Kroatien Giulio Einaudi von 1992 bis 2003 und Francisco-Javier Lozano ab dem Jahr 2003 bis zum Ende des Jahres 2007. Von 2008 bis 2012 war Mario Roberto Cassari und von 2012 bis April 2017 Alessandro D’Errico Apostolischer Nuntius. Sein Nachfolger war vom 1. Juli 2017 bis zum 16. April 2019 Giuseppe Pinto. Seit 22. Juli 2019 ist Erzbischof Giorgio Lingua Nuntius in Kroatien.

### Persönlichkeiten
In der römisch-katholischen Kirche Kroatiens und unter der römisch-katholischen Bevölkerung des Landes werden als berühmte Persönlichkeiten der Bischof des Bistums Đakovo und Syrmien Josip Juraj Strossmayer, der Kardinal des Erzbistums Zagreb Alojzije Stepinac, sein Nachfolger Erzbischof und Kurienkardinal Franjo Šeper wie auch Juraj Dobrila angesehen und verehrt.

## Organisation

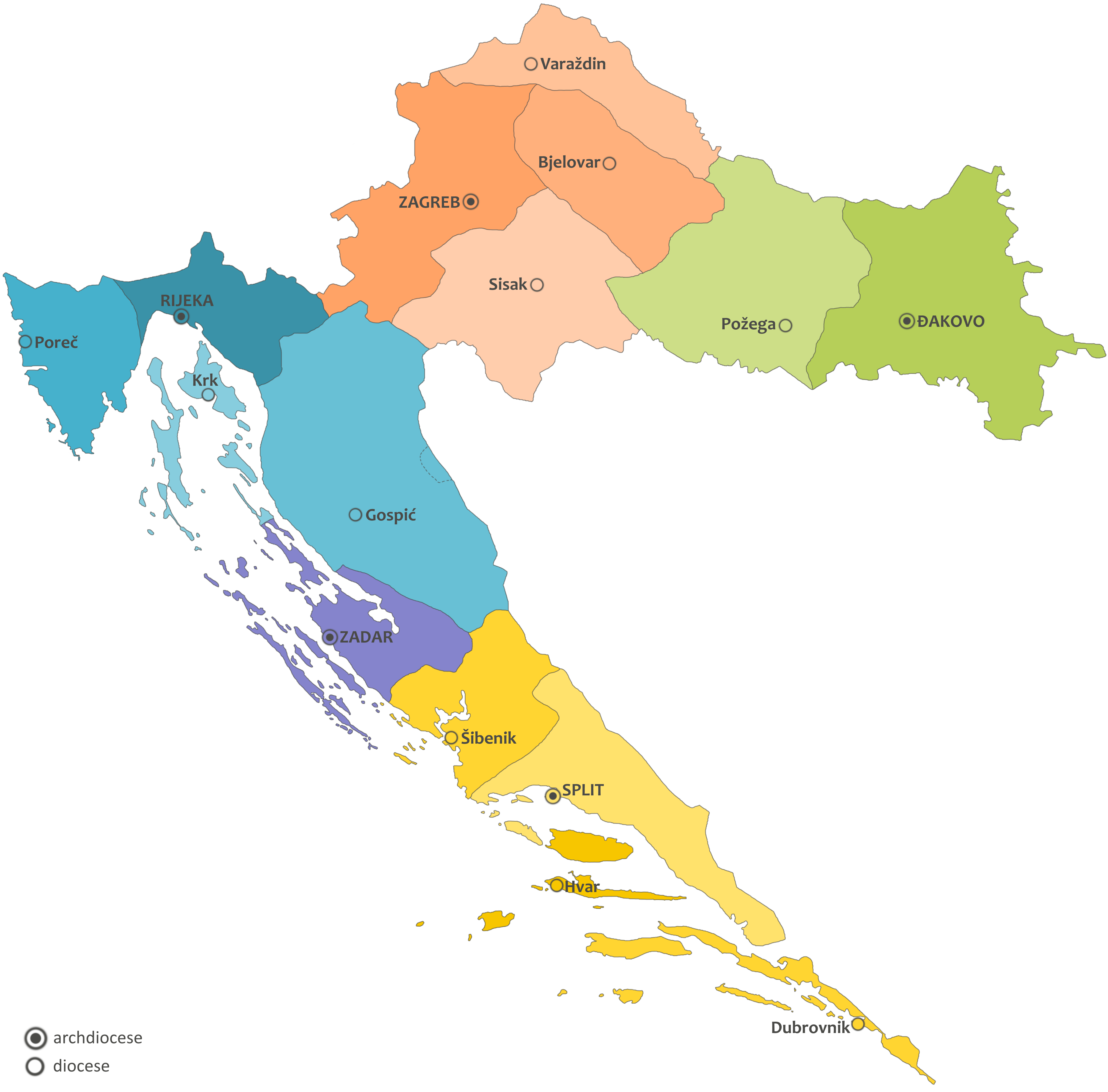
Karte der katholischen Bistümer in Kroatien
Erzbistum Đakovo-Osijek
Bistum Požega
Erzbistum Rijeka
Bistum Gospić-Senj (Das Gebiet des Bistums liegt teilweise in Bosnien und Herzegowina. Die Staatsgrenze ist durch eine gepunktete Linie gekennzeichnet.)
Bistum Krk
Bistum Poreč-Pula
Erzbistum Split-Makarska
Bistum Dubrovnik
Bistum Hvar
Bistum Šibenik
Erzbistum Zagreb
Bistum Bjelovar-Križevci
Bistum Sisak
Bistum Varaždin
Erzbistum Zadar

### Diözesen
Die katholische Kirche Kroatiens gliedert sich offiziell in folgende Metropolien bzw. (Erz-)Bistümer:
| Erzdiözesen und Diözesen                         | Kroatische Bezeichnung           | (Erz-)Bischof         | Weblink |
| ------------------------------------------------ | -------------------------------- | --------------------- | ------- |
| Metropolie Zagreb Erzbistum Zagreb               | Zagrebačka nadbiskupija          | Dražen Kutleša        |         |
| Bistum Bjelovar-Križevci                         | Bjelovarsko-križevačka biskupija | Vjekoslav Huzjak      |         |
| Bistum Sisak                                     | Sisačka biskupija                | Vlado Košić           |         |
| Bistum Varaždin                                  | Varaždinska biskupija            | Bože Radoš            |         |
| Bistum Križevci (griechisch-katholisch)          | Križevačka biskupija             | Milan Stipić          |         |
| Metropolie Split Erzbistum Split-Makarska        | Splitsko-makarska nadbiskupija   | Zdenko Križić OCD     |         |
| Bistum Dubrovnik                                 | Dubrovačka biskupija             | Roko Glasnović        |         |
| Bistum Hvar                                      | Hvarska biskupija                | Ranko Vidović         |         |
| Bistum Šibenik                                   | Šibenska biskupija               | Tomislav Rogić        |         |
| Bistum Kotor (in Montenegro)                     | Kotorska biskupija               | Sedisvakanz           |         |
| Metropolie Rijeka Erzbistum Rijeka               | Riječka nadbiskupija             | Mate Uzinić           |         |
| Bistum Gospić-Senj                               | Gospićko-senjska biskupija       | Marko Medo            |         |
| Bistum Krk                                       | Krčka biskupija                  | Ivica Petanjak OFMCap |         |
| Bistum Poreč-Pula                                | Porečko-pulska biskupija         | Ivan Štironja         |         |
| Metropolie Đakovo-Osijek Erzbistum Đakovo-Osijek | Đakovačko-osiječka nadbiskupija  | Đuro Hranić           |         |
| Bistum Požega                                    | Požeška biskupija                | Antun Škvorčević      |         |
| Bistum Syrmien (in Serbien)                      | Srijemska biskupija              | Fabijan Svalina       |         |
| Erzbistum Zadar (Immediat)                       | Zadarska nadbiskupija            | Milan Zgrablić        |         |
| Militärordinariat (Immediat)                     | Vojni ordinarijat                | Jure Bogdan           |         |

Die Bischöfe gehören der kroatischen Bischofskonferenz an, dessen Vorsitzender derzeit Erzbischof Dražen Kutleša ist.
Die Diözese von Kotor in Montenegro gehört auch heute noch zur Erzdiözese Split-Makarska, befindet sich jedoch außerhalb des kroatischen Staatsterritoriums.

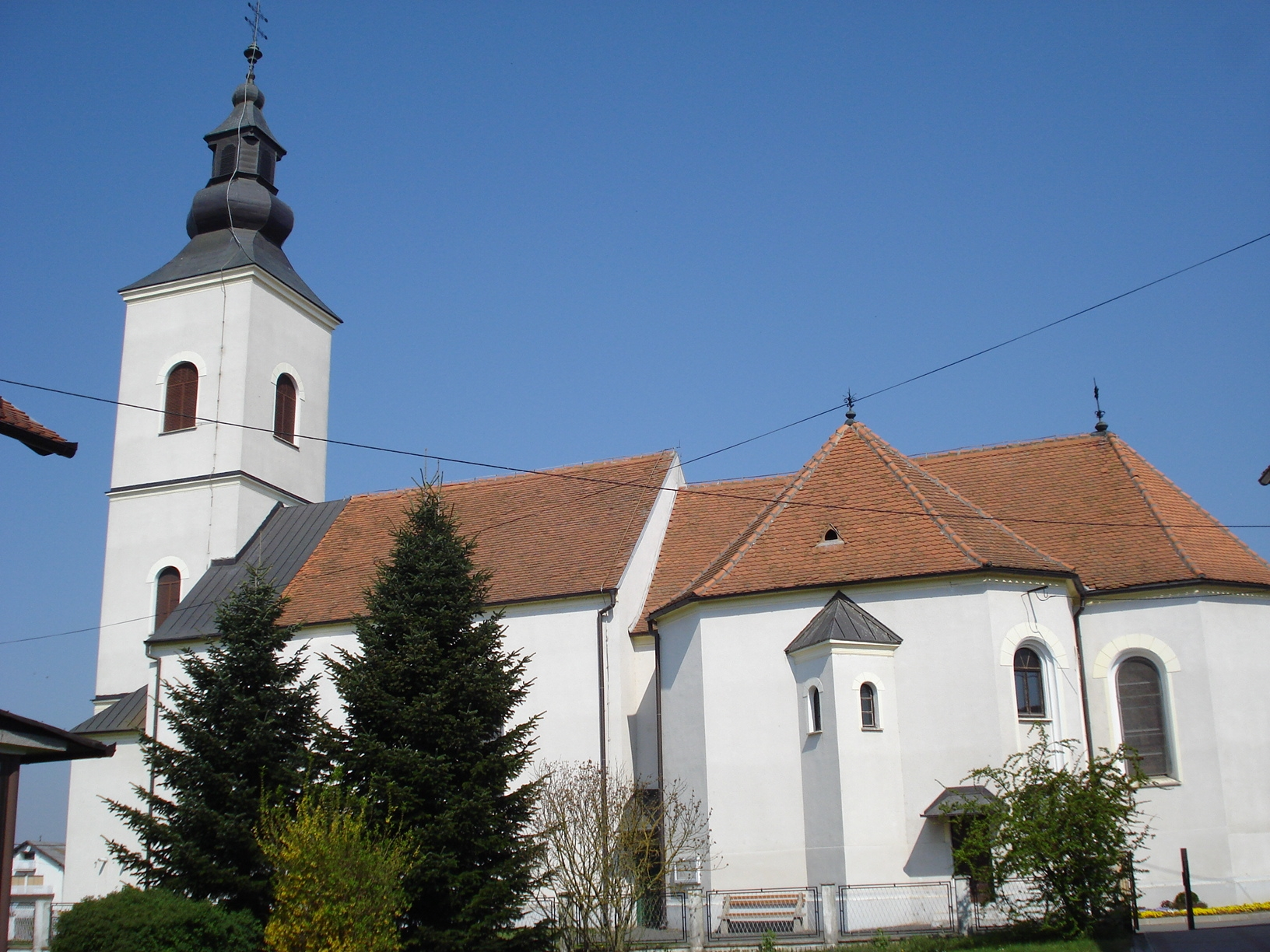
Römisch-katholische Kirche in Belica, Nordkroatien

Zum Bistum von Đakovo und Syrmien gehörten früher auch Teile von Nordost-Bosnien und Nordwest-Serbien.

#### Gerichtsbarkeit
Es bestehen sieben Kirchengerichte: Gerichte erster Instanz befinden sich in Zagreb (auch für das Militärordinariat), Đakovo und Rijeka mit zweiter Instanz in Zagreb sowie in Split und Zadar mit zweiter Instanz in Split.

### Franziskanische Ordensgemeinschaften
In Kroatien gibt es drei Franziskanerprovinzen:
- die Franziskanerprovinz der Heiligen Kyrill und Methodius mit Sitz in Zagreb,
- die Franziskanerprovinz des Heiligen Hieronymus mit Sitz in Zadar und
- die Franziskanerprovinz des Heilandes mit Sitz in Split.
- die Minoriten
- Den Kapuzinerorden
- die Franziskaner vom Dritten Orden des Hl. Franziskus (TOR) auch Franjevci Glagoljasi genannt, da sie die glagolitische Liturgie pflegten.

### Andere Ordensgemeinschaften
- Benediktinerpriorat Ćokovac

- die Dominikanerprovinz in Kroatien
- Pauliner
- die Jesuitenprovinz in Kroatien
- die Provinz der Salesianer Don Bosco in Kroatien
- die Provinz des Theresianischen Karmel in Kroatien

### Publikationen
- Glas Koncila

## Brauchtum

### Bedeutende Wallfahrts- oder Pilgerstätten
- Marija Bistrica
- Međugorje (befindet sich nicht in Kroatien, sondern im Nachbarland Bosnien-Herzegowina und wird von einem apostolischen Visitator kuratiert)
- Sinj
- Aljmaš

### Volkstraditionen
- Kreuzprozession in Hvar (Osterbrauch auf der Insel Hvar)

## Galerie

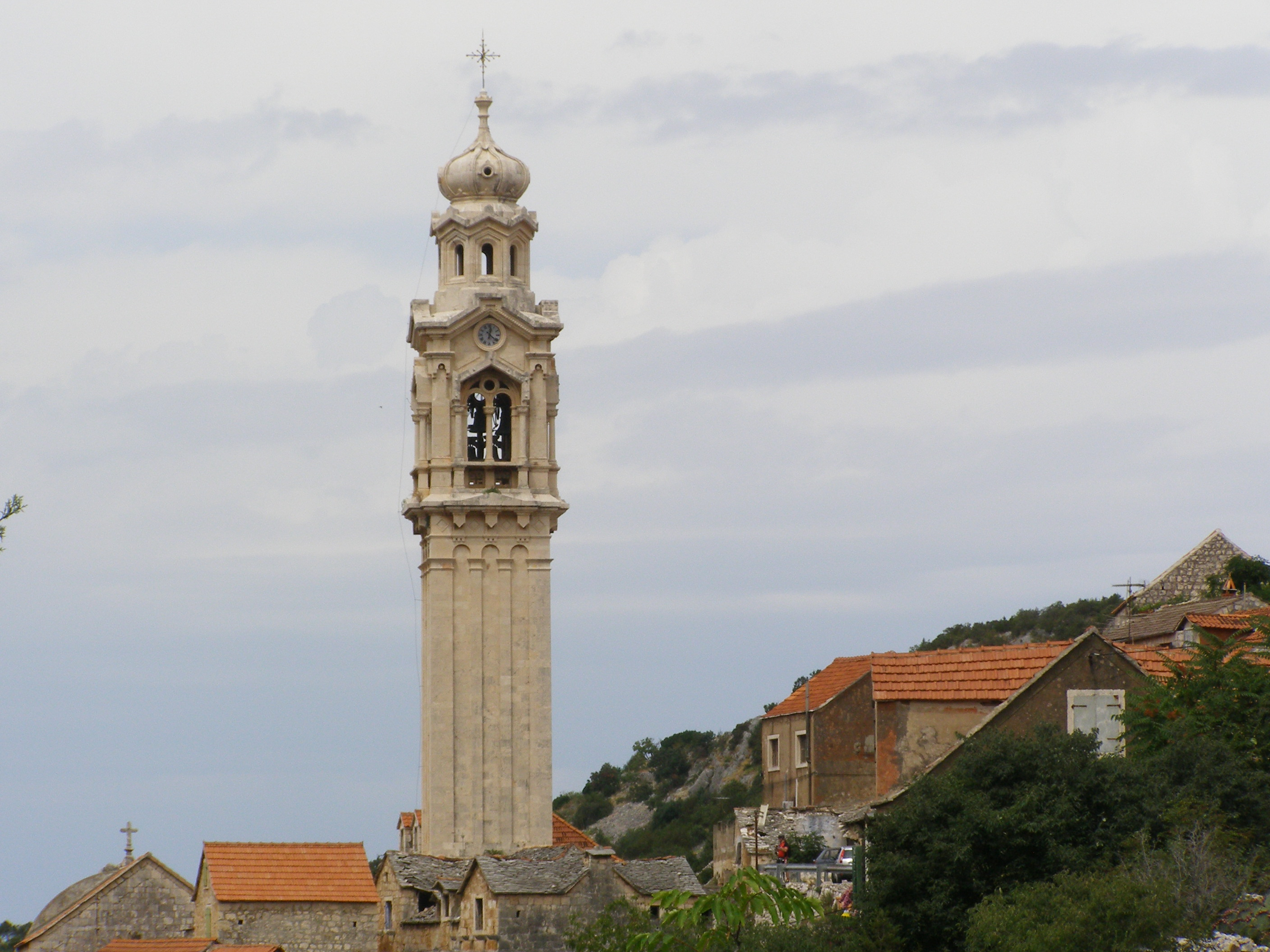
Katholische Kirche auf der Insel Brač
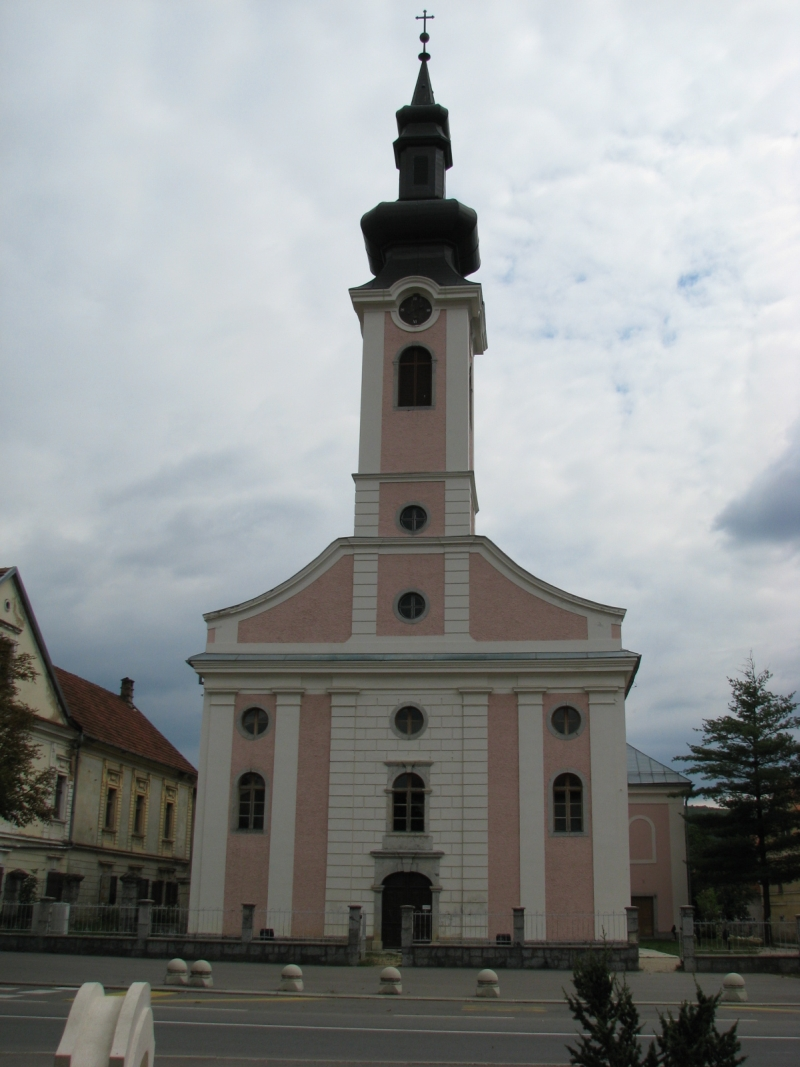
Dreifaltigkeitskirche in  Otočac
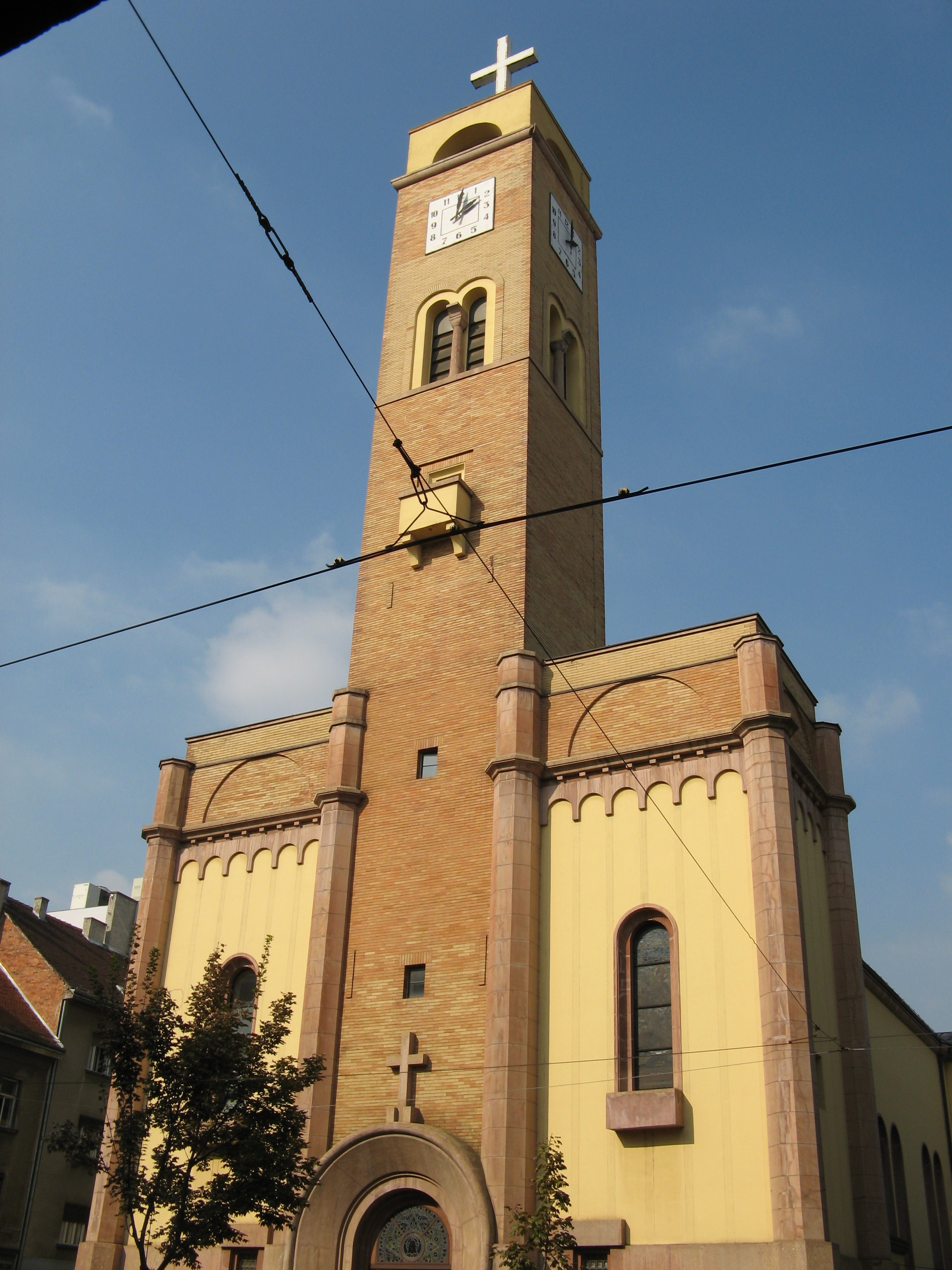
St.-Petrus-Kirche, Zagreb
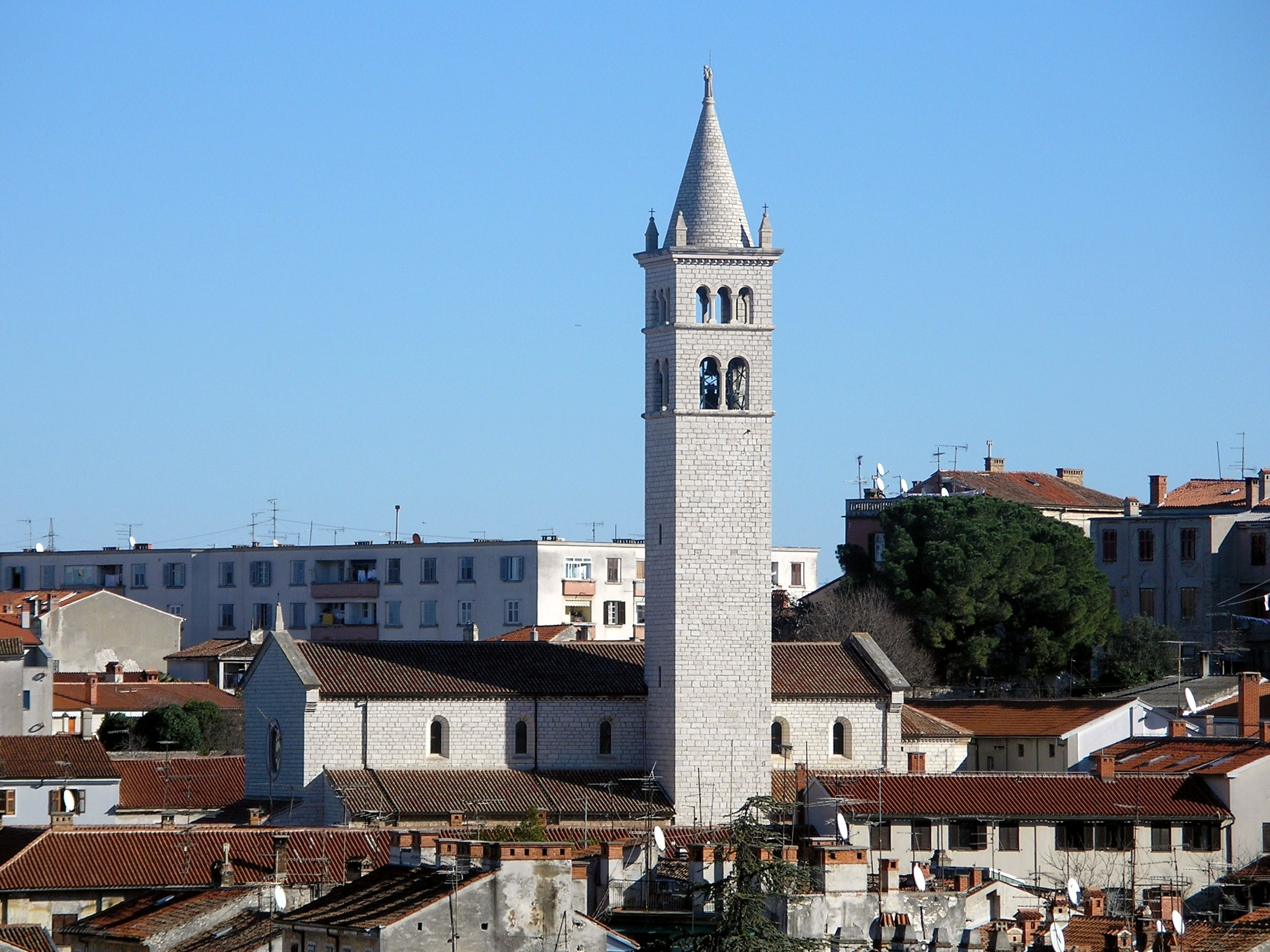
St. Antonius-von-Padua-Kirche, Pula
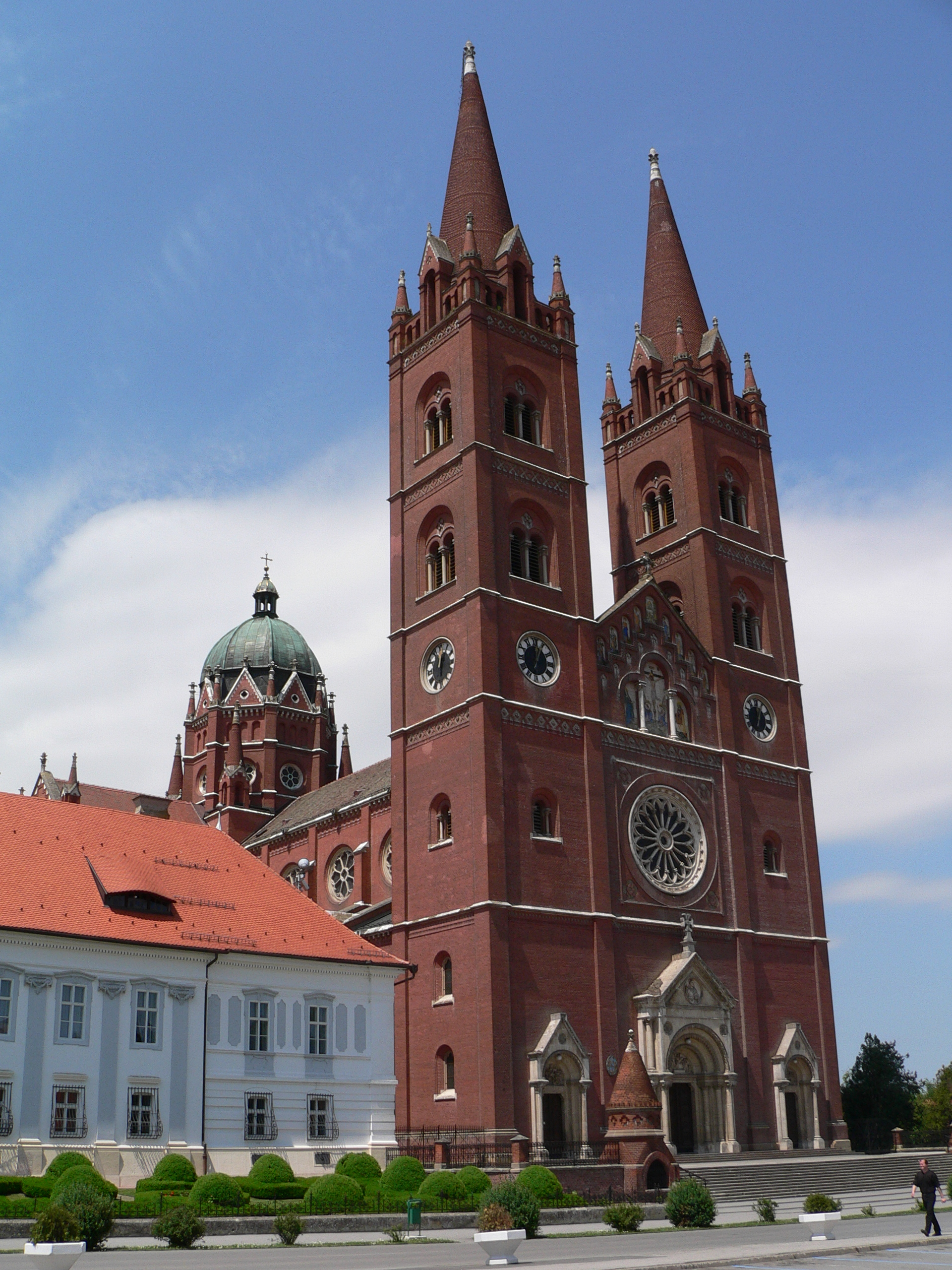
St.-Peter-Kathedrale in Đakovo
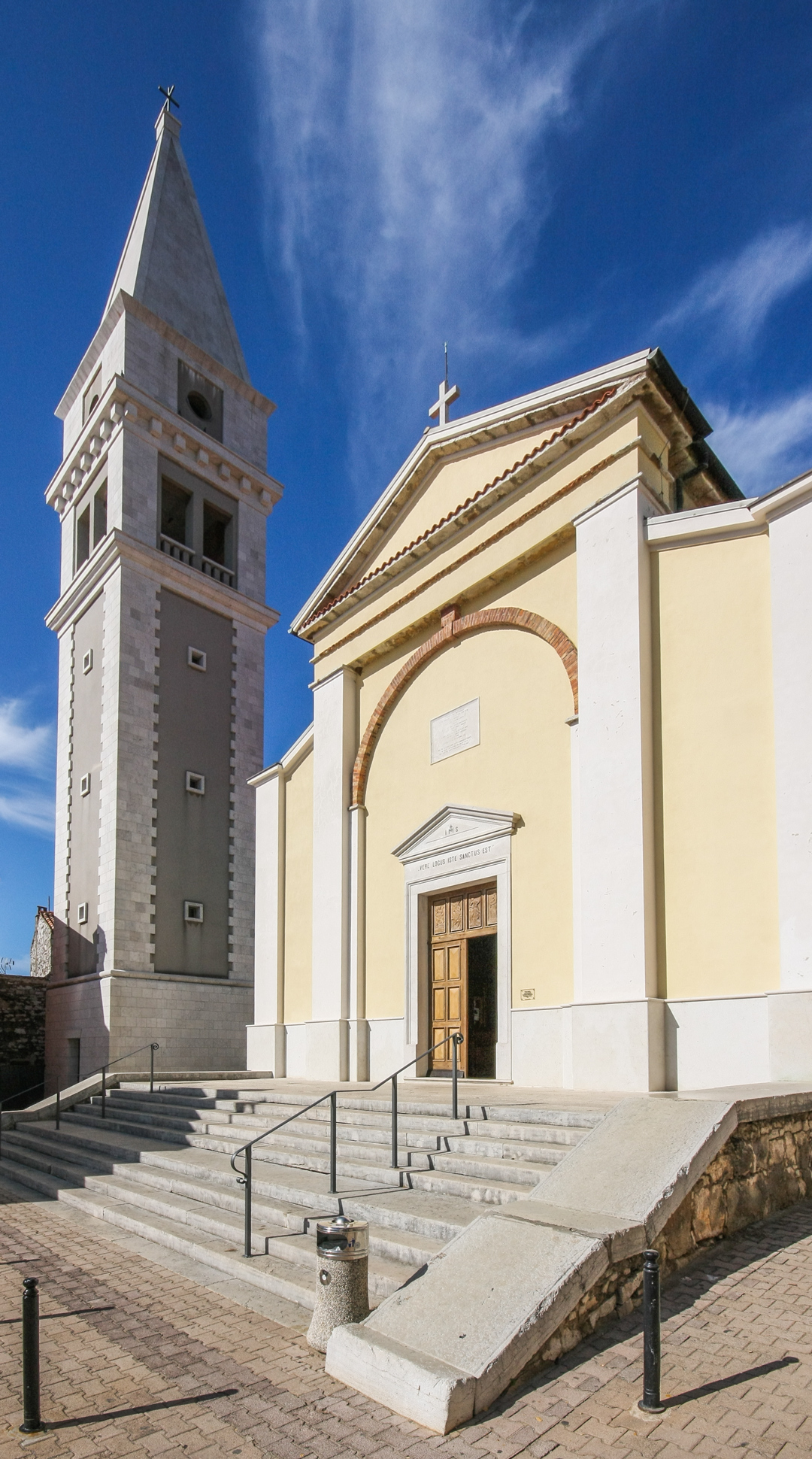
Sveti Martin in Vrsar
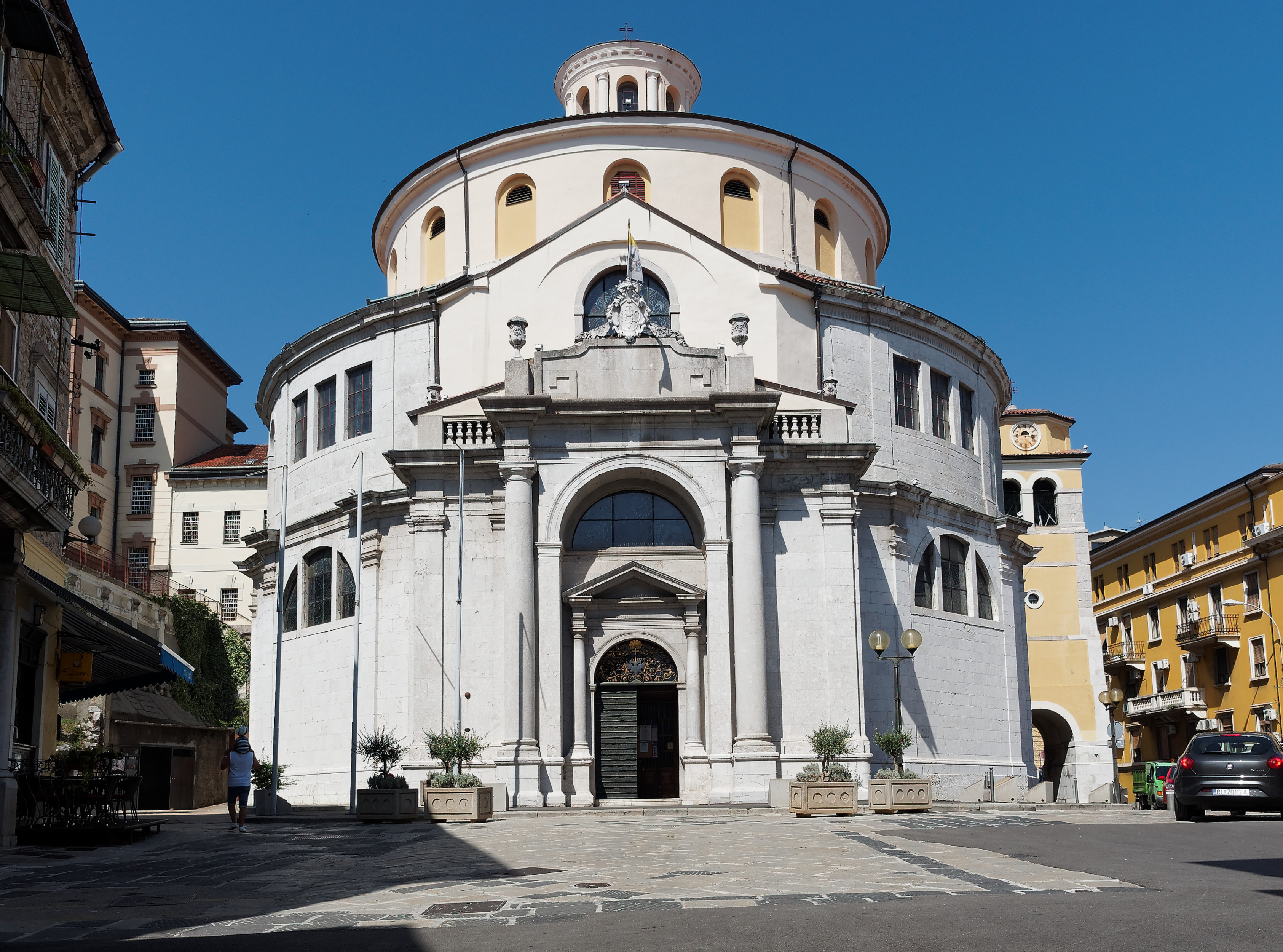
St. Vitus, Bischofskirche in Rijeka